# Montfleur
Montfleur est une commune française située dans le département du Jura, dans la région culturelle et historique de Franche-Comté et la région administrative Bourgogne-Franche-Comté.

## Géographie

### Climat
Pour des articles plus généraux, voir Climat de la Bourgogne-Franche-Comté et Climat du département du Jura.
En 2010, le climat de la commune est de type climat des marges montargnardes, selon une étude du Centre national de la recherche scientifique s'appuyant sur une série de données couvrant la période 1971-2000. En 2020, Météo-France publie une typologie des climats de la France métropolitaine dans laquelle la commune est exposée à un climat semi-continental et est dans une zone de transition entre les régions climatiques « Bourgogne, vallée de la Saône » et « Jura ». 
Pour la période 1971-2000, la température annuelle moyenne est de 11 °C, avec une amplitude thermique annuelle de 17,6 °C. Le cumul annuel moyen de précipitations est de 1 314 mm, avec 12,7 jours de précipitations en janvier et 8,1 jours en juillet. Pour la période 1991-2020, la température moyenne annuelle observée sur la station météorologique de Météo-France la plus proche, « Saint-Julien Sa », sur la commune de Val Suran à 7 km à vol d'oiseau, est de 10,6 °C et le cumul annuel moyen de précipitations est de 1 349,8 mm. 
La température maximale relevée sur cette station est de 38,6 °C, atteinte le 24 août 2023 ; la température minimale est de −20,6 °C, atteinte le 30 décembre 2005,,. 
Les paramètres climatiques de la commune ont été estimés pour le milieu du siècle (2041-2070) selon différents scénarios d'émission de gaz à effet de serre à partir des nouvelles projections climatiques de référence DRIAS-2020. Ils sont consultables sur un site dédié publié par Météo-France en novembre 2022.

## Urbanisme

### Typologie
Au 1er janvier 2024, Montfleur est catégorisée commune rurale à habitat très dispersé, selon la nouvelle grille communale de densité à sept niveaux définie par l'Insee en 2022.
Elle est située hors unité urbaine. Par ailleurs la commune fait partie de l'aire d'attraction de Bourg-en-Bresse, dont elle est une commune de la couronne,. Cette aire, qui regroupe 80 communes, est catégorisée dans les aires de 50 000 à moins de 200 000 habitants,.

### Occupation des sols
L'occupation des sols de la commune, telle qu'elle ressort de la base de données européenne d’occupation biophysique des sols Corine Land Cover (CLC), est marquée par l'importance des territoires agricoles (70 % en 2018), une proportion sensiblement équivalente à celle de 1990 (70,4 %). La répartition détaillée en 2018 est la suivante : 
prairies (38,4 %), forêts (24,4 %), terres arables (18,5 %), zones agricoles hétérogènes (13,1 %), milieux à végétation arbustive et/ou herbacée (5,6 %). L'évolution de l’occupation des sols de la commune et de ses infrastructures peut être observée sur les différentes représentations cartographiques du territoire : la carte de Cassini (XVIIIe siècle), la carte d'état-major (1820-1866) et les cartes ou photos aériennes de l'IGN pour la période actuelle (1950 à aujourd'hui).

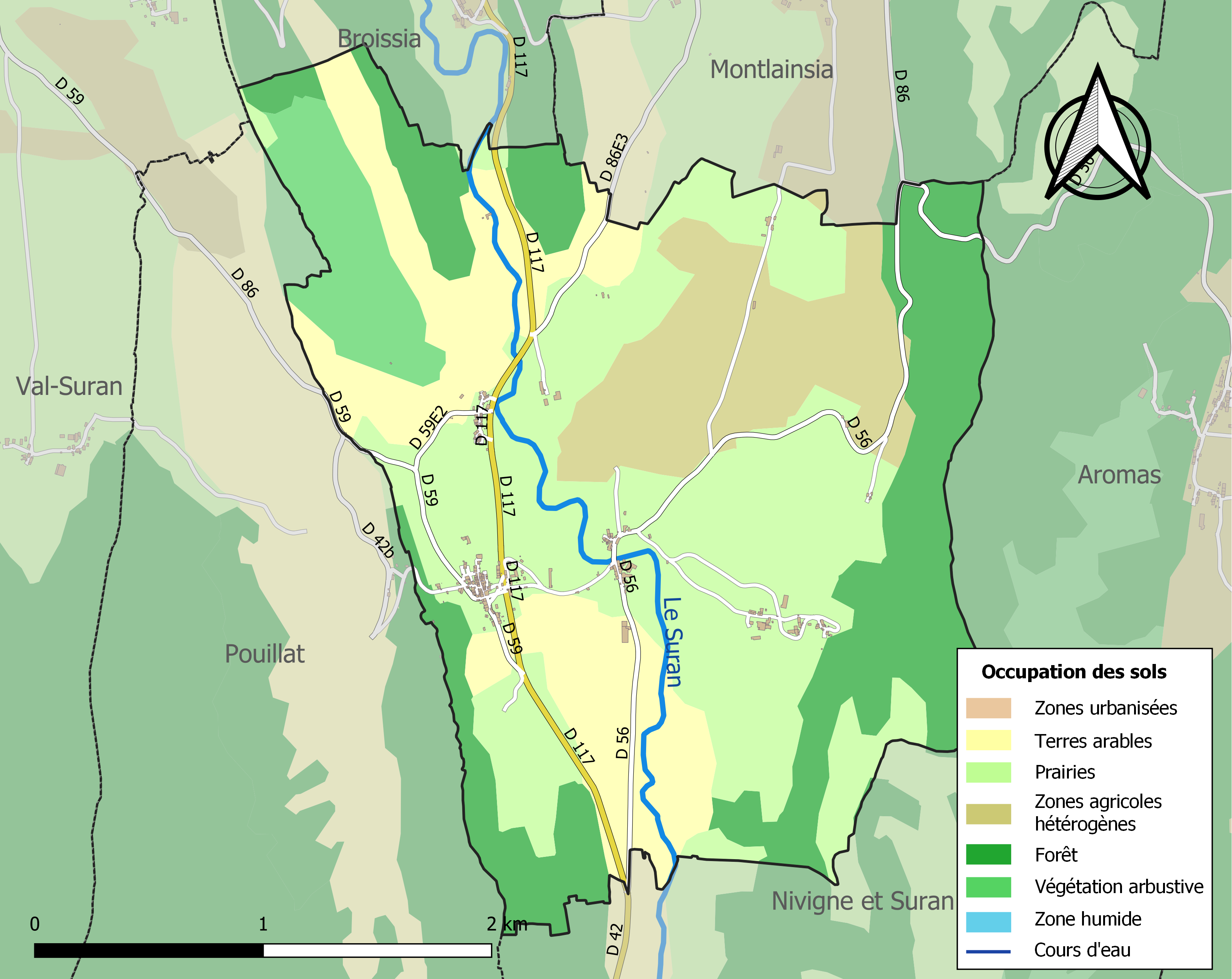
Carte des infrastructures et de l'occupation des sols de la commune en 2018 (CLC).

## Toponymie
Attesté sous la forme latinisée Mons Floridus au XVe siècle, c'est-à-dire « Mont fleuri », fleuri a été simplifié en fleur. Analogie avec Champfleur, commune de la Sarthe, qui fait peut-être également référence aux fleurs.
Par contre, aucun lien avec les noms de lieux de Normandie terminés par -fleur (Honfleur, Fiquefleur, Vittefleur, Barfleur, Crémanfleur et la Gerfleur) qui sont d'anciens noms en -fleu, ancien terme normand signifiant « rivière » issu du vieux norrois fljót « (grande) rivière, fleuve » et du vieil anglais flēot de même sens.

## Histoire
L'histoire de Montfleur est liée à celle d'Orgelet. Orgelet, petite ville entourée de nombreuses communautés villageoises, est un centre actif et attractif. Les petits ateliers où l'on fabrique des étoffes de laine sont toujours en activité.
C’est à la fin du XIIe siècle que Montfleur naquit à l’Histoire.
En l’année 1191, Aymon Prieur de Gigny, inféodait à Étienne II († 1241), dit de Bourgogne-Comté, comte d'Auxonne marié à Béatrice de Chalon, le lieu de Montfleur, à charge par lui d’y construire une forteresse et d’y établir une ville franche et à la condition que la moitié des bénéfices à provenir de ces établissements appartiendraient à l’abbaye.
Le château de Montfleur, du temps de Jean Ier l'Antique, était une forteresse construite sur la montagne de Montfleur plus abrupte que de nos jours, et occupait une position comparable à une tour de garde au milieu de la vallée du Suran.
La masse des constructions composant le château surmonté de la bannière et des pennons aux armes de Chalon, occupait le sommet de la montagne et principalement sa partie Est et Sud-est.
Au début du XIXe siècle on voyait encore quatre tours circulaires formées de murs de deux mètres d’épaisseur. Lors des passages des princes de Chalon, il résidait dans le château jusqu’à 200 personnes sans compter les familles de nobles résidant dans la partie sud du bourg de l’époque dans l’enceinte du château.
La maison de Chalon-Arlay est intimement liée à tous les faits de l’histoire de la Franche-Comté et en particulier à ceux de l’histoire du bailliage d’Aval qu’elle en est inséparable.

## Politique et administration
| Période   | Période   | Identité           | Étiquette | Qualité  |
| --------- | --------- | ------------------ | --------- | -------- |
| mars 2001 | mars 2014 | Hélène Sylène      |           |          |
| mars 2014 | En cours  | Jean-Claude Nevers | DVD       | Retraité |

## Démographie
L'évolution du nombre d'habitants est connue à travers les recensements de la population effectués dans la commune depuis 1793. Pour les communes de moins de 10 000 habitants, une enquête de recensement portant sur toute la population est réalisée tous les cinq ans, les populations de référence des années intermédiaires étant quant à elles estimées par interpolation ou extrapolation. Pour la commune, le premier recensement exhaustif entrant dans le cadre du nouveau dispositif a été réalisé en 2004.

En 2022, la commune comptait 164 habitants, en évolution de −13,68 % par rapport à 2016 (Jura : −0,81 %, France hors Mayotte : +2,11 %).
| 1793 | 1800 | 1806 | 1821 | 1831 | 1836 | 1841 | 1846 | 1851 |
| ---- | ---- | ---- | ---- | ---- | ---- | ---- | ---- | ---- |
| 529  | 510  | 563  | 502  | 513  | 519  | 542  | 511  | 503  |

| 1856 | 1861 | 1866 | 1872 | 1876 | 1881 | 1886 | 1891 | 1896 |
| ---- | ---- | ---- | ---- | ---- | ---- | ---- | ---- | ---- |
| 451  | 458  | 488  | 457  | 440  | 435  | 431  | 407  | 381  |

| 1901 | 1906 | 1911 | 1921 | 1926 | 1931 | 1936 | 1946 | 1954 |
| ---- | ---- | ---- | ---- | ---- | ---- | ---- | ---- | ---- |
| 422  | 396  | 373  | 332  | 343  | 315  | 297  | 252  | 197  |

| 1962 | 1968 | 1975 | 1982 | 1990 | 1999 | 2004 | 2006 | 2009 |
| ---- | ---- | ---- | ---- | ---- | ---- | ---- | ---- | ---- |
| 196  | 196  | 177  | 154  | 158  | 150  | 157  | 153  | 170  |

| 2014 | 2019 | 2022 | - | - | - | - | - | - |
| ---- | ---- | ---- | - | - | - | - | - | - |
| 183  | 166  | 164  | - | - | - | - | - | - |

## Culture et patrimoine

### Lieux et monuments
La commune abrite trois monuments historiques :
- l'église Sainte-Catherine, inscrite par arrêté du 19 janvier 1993[17] ;
- le moulin de Pont des Vents, inscrit par arrêté du 6 septembre 1996[18] ;
- le pont des Vents, sur le Suran, inscrit par arrêté du 15 juillet 1997[19].

### Personnalités liées à la commune
- Maison de Chalon, puis la tige des Chalon-Arlay, seigneur de Montfleur.
- Guillaume de Saulieu (XVe siècle), bailli de Cuiseaux, seigneur de Montfleur.
- Jean Jacob (1669-1790), doyen des français.
- Le chanteur Laroche Valmont

### Héraldique
| Blason de Montfleur | Blason  | De gueules à la bande d'or.                      |
| Blason de Montfleur | Détails | Le statut officiel du blason reste à déterminer. |